# Maurice Guigue
Maurice Alexandre Guigue (* 4. August 1912 in Arles; † 27. Februar 2011) war ein  französischer Fußballschiedsrichter.

## Werdegang
Höhepunkt seiner Karriere war die Teilnahme an der Fußball-Weltmeisterschaft 1958 in Schweden. Er leitete zwei Gruppenspiele; das erste am 8. Juni 1958 zwischen Brasilien und Österreich und das zweite am 15. Juni 1958 zwischen Brasilien und der UdSSR. Zudem leitete er am 17. Juni 1958 das Entscheidungsspiel um Platz 2 in Gruppe 1 zwischen Nordirland und der CSSR, in dem er den Tschechoslowaken Titus Bubernik des Feldes verwies.
Am 29. Juni 1958 hatte er auch die Spielleitung im WM-Endspiel zwischen Brasilien und Schweden im Råsundastadion in Solna. Insgesamt leitete er bei dieser WM vier Partien. Zudem wurde er am 19. Juni 1958 im Viertelfinalspiel zwischen Brasilien und Wales als Linienrichter eingesetzt. Seinen internationalen Abschied gab er am 21. Februar 1962 im Europapokal der Landesmeister mit der Begegnung zwischen Real Madrid und Juventus Turin, das Madrid mit 1:0 für sich entscheiden konnte.
National leitete er das französische Pokalfinale von 1956, in dem UA Sedan-Torcy die Mannschaft von AS Troyes-Savinienne mit 3:1 besiegte.